# Antonio Tornielli

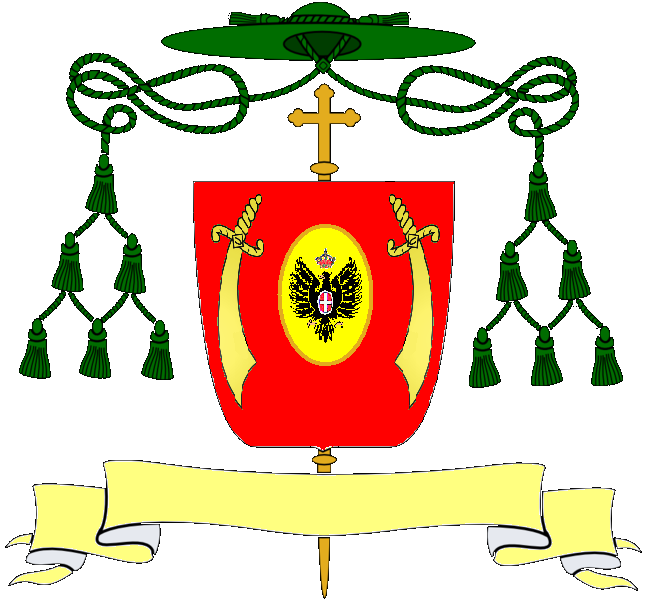
Bischofswappen von Antonio Tornielli (schematische Darstellung)

Antonio Tornielli (* 27. Januar 1579 in Novara; † 8. März 1650 in Rom) war ein italienischer Geistlicher und Bischof von Novara.

## Leben
Er war zunächst Kanoniker und Dompropst in Novara. Am 10. Mai 1619 ernannte Papst Paul V. ihn zum Inquisitor in Malta. Bereits im August 1621 verließ er Malta und ging nach Rom, wo er während des Pontifikats von Urban VIII. Vizegerent wurde. 1627 wurde er Richter der Kongregation de Propaganda fide, nachdem er zwischen 1622 und 1625 sich mit wenig Erfolg an fünf römischen Kollegien eingeschrieben hatte, um die arabische Sprache zu erlernen.
Am 15. Dezember 1636 wurde er zum Bischof von Novara ernannt. Die Bischofsweihe spendete ihm am 25. Januar 1637 Kardinal Antonio Marcello Barberini; Mitkonsekratoren waren Erzbischof Faustus Poli und Celso Zani OFM, ehemaliger Bischof von Città della Pieve.
Aufgrund einer Meinungsverschiedenheit mit dem Herzog von Mailand über die richterlichen Vollmachten, die dem Bischof von Novara zukamen, und die vom Heiligen Stuhl abgelehnt wurden, wurde er nach Rom berufen, wo er starb. Beigesetzt wurde er in der Kathedrale von Novara.